# Elaphocera autumnalis
Elaphocera autumnalis är en skalbaggsart som beskrevs av Victor Ivanovitsch Motschulsky 1859. Elaphocera autumnalis ingår i släktet Elaphocera och familjen Melolonthidae. Inga underarter finns listade i Catalogue of Life.